# Baalmolen
De Baalmolen is een verdwenen windmolen die zich bevond aan de Baalmolenstraat 44 te Tessenderlo in de Belgische provincie Limburg.
Het betrof een open standerdmolen die fungeerde als korenmolen. In 1747 werd deze molen opgericht. Uiteindelijk raakte deze molen buiten bedrijf, hij verviel en werd in 1963 afgebroken.
Het molenaarshuis, dat uit 1820 stamt, is nog intact.
De molen werd vereeuwigd in de roman: Op Baalmolen van Minus van Looi, welke in 1940 verscheen.